# Xã Sugar Creek, Quận Montgomery, Indiana
Xã Sugar Creek (tiếng Anh: Sugar Creek Township) là một xã thuộc quận Montgomery, tiểu bang Indiana, Hoa Kỳ. Năm 2010, dân số của xã này là 448 người.